# BYD V3
BYD V3 – elektryczny samochód dostawczy typu mikrovan klasy subkompaktowej produkowany pod chińską marką od BYD od 2020 roku.

## Historia i opis modelu
We wrześniu 2020 BYD przedstawił rezultat współpracy z rodzimym Wuling Motors, na mocy porozumienia wzbogacając swoją ofertę modelową bliźniaczym modelem względem debiutującego właśnie Wulinga EV50. Samochód zachował identyczne wymiary zewnętrzne, te same cechy wizualne oraz wygląd kabiny pasażerskiej. 
Jedynymi różnicami zostały logotypy znajdujące się między reflektorami, na tylnej klapie oraz kole kierownicy. Przestrzeń transportowa, pod którą umieszczono płasko ulokowane baterie, umożliwia pomieszczenie maksymalnie 5,3 metra sześciennych transportowanego towaru.

### Sprzedaż
BYD V3 powstał wyłącznie z myślą o sprzedaży na rodzimym rynku chińskim, gdzie jego sprzedaż rozpoczęła się równolegle z bliźniaczym Wulingiem EV50 z końcem 2020 roku.

### Dane techniczne
Pomimo identycznego nadwozia i kabiny pasażerskiej, BYD zdecydował się zastosować dla V3 inny układ akumulatorów, stosując autorskiej konstrukcji tzw. "Blade Battery". Akumulator o pojemności 47,52 kWh pozwala na przejechanie na jednym ładowaniu według cyklu NEDC ok. 330 kilometrów. 100-konny silnik elektryczny pozwala z kolei rozpędzić się maksymalnie do 90 km/h.